# Saint-Louis-du-Sud
Saint-Louis-du-Sud (en criollo haitiano Sen Lwi disid) es una comuna de Haití que está situada en el distrito de Aquin, del departamento de Sur.

## Secciones
Está formado por las secciones de:
- Grand Fonds
- Baie Dumesle (que abarca la villa de Saint-Louis-du-Sud)
- Grenodière
- Zanglais
- Sucrerie Henri
- Solon
- Cherette
- Corail-Henri

## Demografía
| Gráfica de evolución demográfica de Saint-Louis-du-Sud entre 2009 y 2015 |
|                                                                          |

Los datos demográficos contemplados en este gráfico de la comuna de Saint-Louis-du-Sud son estimaciones que se han cogido de 2009 a 2015 de la página del Instituto Haitiano de Estadística e Informática (IHSI). 